# Microelettrodo

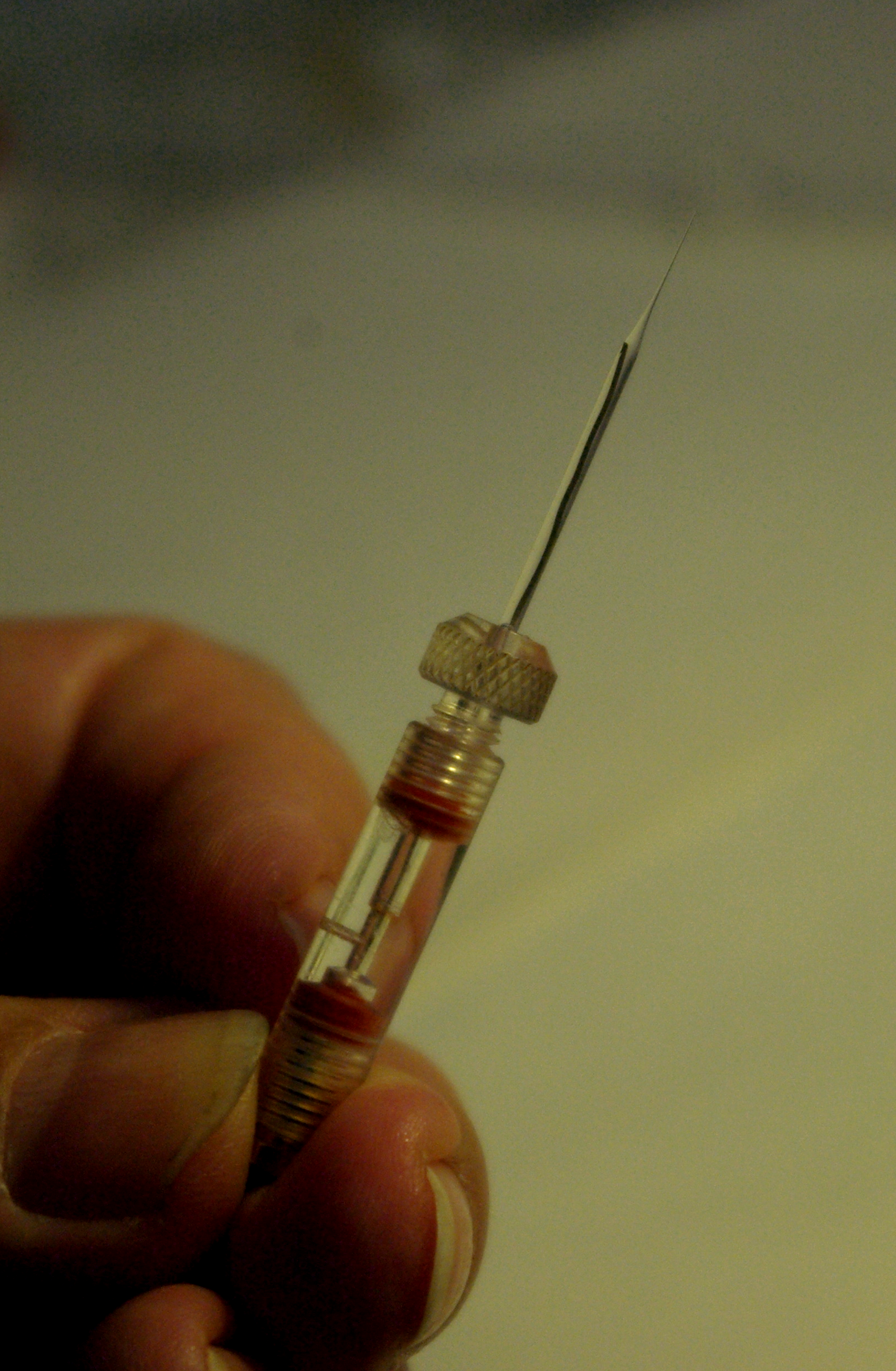
Microelettrodo di vetro riempito con elettrolita di supporto, è visibile il filo d'argento ricoperto da cloruro d'argento

Un microelettrodo è un elettrodo di dimensioni molto piccole, utilizzato in elettrofisiologia per la registrazione di segnali neurali o la stimolazione elettrica del tessuto nervoso. I primi microelettrodi erano costituiti da un tubicino di vetro con successiva introduzione di fili metallici isolati. I microelettrodi metallici sono costituiti da metalli inerti con elevato modulo di Young come tungsteno, acciaio inossidabile o lega di platino-iridio e rivestiti con isolante di vetro o polimero con punte conduttive esposte.
Lo studio della fisiologia cellulare con la necessità di condurre studi elettrofisiologici a livello di singole cellule, richiede microelettrodi con ordine di grandezza della punta uguale o inferiore al μm, un microelettrodo metallico risulterebbe non sufficientemente robusto e rischierebbe di spezzarsi dovendo penetrare la membrana cellulare, in questo caso si fa uso di microelettrodi di seconda specie costituiti da una micropipetta di vetro con un diametro in punta di circa 0,5 µm, a volte inferiore a 0,1 µm, riempita con un elettrolita di supporto nel quale si trova immerso un filo metallico inerte ricoperto da un suo sale poco solubile.